# Thợ may

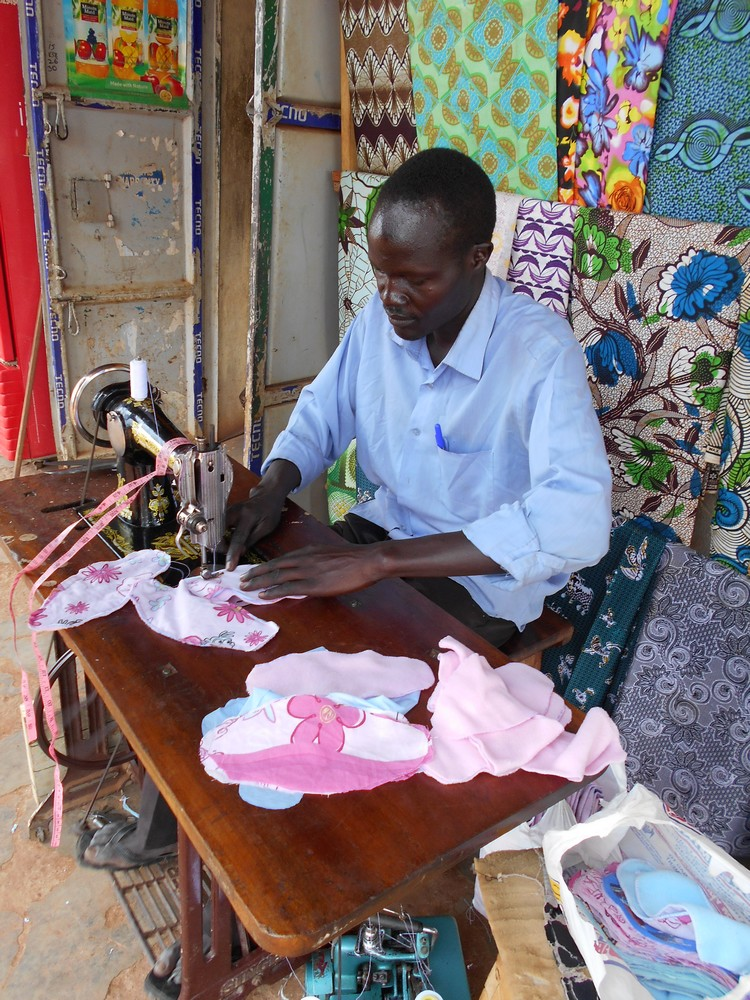
Một thợ may ở Uganda

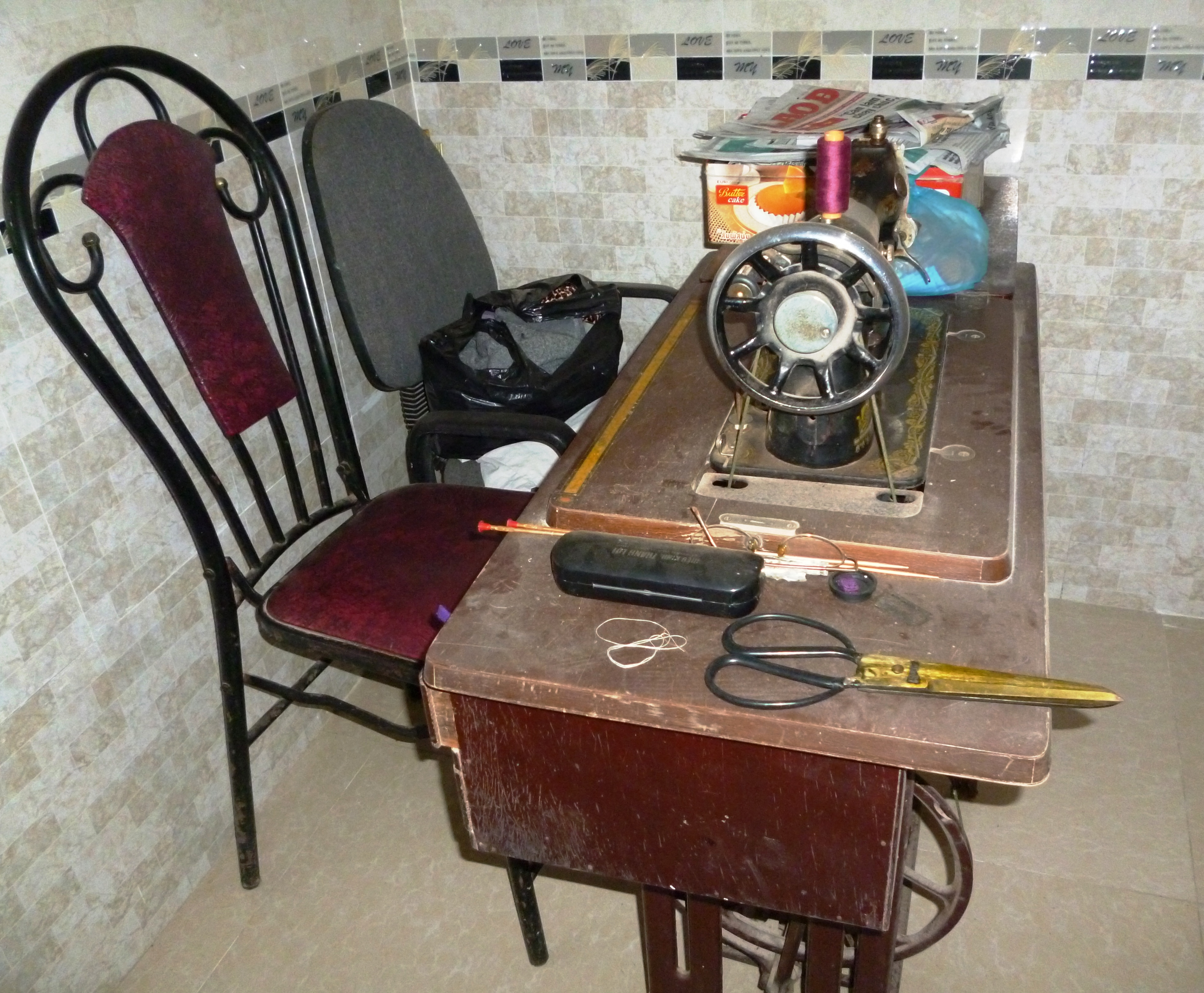
Máy may (máy khâu) dụng cụ cần thiết của thợ may

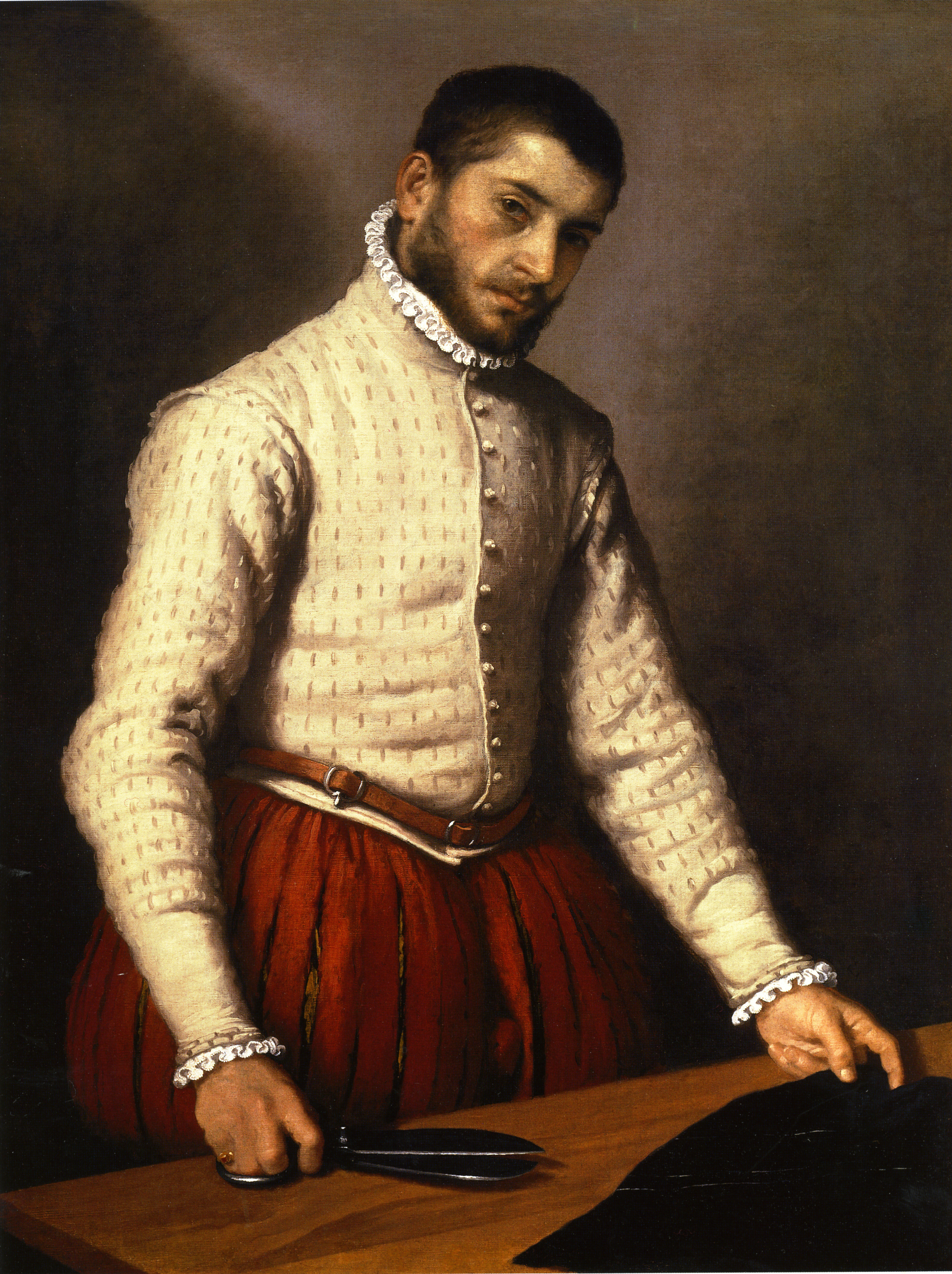
Họa phẩm về một thợ may

Thợ may là người làm nghề may vá, khâu, sửa quần áo, đo vẽ, thiết kế các loại quần áo đặc biệt là các loại quần áo dành cho nam giới lẫn nữ giới. Thợ may trở thành một nghề nghiệp bắt đầu vào khoảng thế kỷ 13, trước đó việc thêu thùa, may vá đã xuất hiện từ lâu nhưng quy mô nội bộ, chỉ là một công việc nội trợ trong gia đình. Tuy nhiên đến thế kỷ thứ 18 thì nghề thợ may và hoạt động cung cấp dịch vụ may vá mới có dáng dấp chuyên nghiệp như thời hiện đại.
Nghề thợ may cũng như hoạt động may vá gắn liền với các nguyên liệu và vật dụng như vải vóc, kim, chỉ, cúc, nút, khuy, kéo, thước may, phấn (thường là phấn có màu như vàng, hồng, xanh) loại phấn được thiết kế trong thợ may có khác so với phấn viết bảng (có hình tròn), phấn chuyên dụng của thợ may dẹt, mỏng để thuận lợi trong việc kẻ chỉ, ngoài ra còn có máy may (bàn đạp).
Thuật ngữ thợ may dùng để chỉ những người thợ lao động tại các tiệm may vá (theo cách hiểu truyền thống) tuy nhiên thợ may ngày nay không đơn thuần chỉ làm việc trong các tiệm may vá mà họ có thể làm việc tại các cửa hàng thời trang, các cửa hiệu áo quần... họ là người sẽ chỉnh sửa trực tiếp kích cỡ, kiểu dáng theo yêu cầu trực tiếp của khách hàng mua áo quần. Một thợ may đôi khi còn hoạt động độc lập, cung cấp các dịch vụ may vá sửa chữa theo yêu cầu tại các địa điểm không cố định.